# Brian J. White
Brian Joseph White (ur. 21 kwietnia 1975 w Bostonie, w Massachusetts) – amerykański aktor filmowy i telewizyjny. Syn koszykarza NBA Josepha Henry’ego „Jo Jo” White’a.

## Filmografia

### Filmy fabularne
- 2005: Kto ją zabił? (Brick) jako Brad Bramish
- 2005: Brudne sprawy (Dirty) jako detektyw Sayed
- 2007: Krok do sławy (Stomp the Yard) jako Sylvester
- 2007: Moje córki (Daddy’s Little Girls) jako Christopher
- 2007: Plan gry (The Game Plan) jako Jamal Webber
- 2009: 12 rund (12 Rounds) jako detektyw Hank Carver
- 2009: Fighting jako Evan Hailey
- 2012: Dom w głębi lasu (The Cabin in the Woods) jako Alex Truman

### Seriale TV
- 2000: Zwariowana rodzinka (Moesha) jako Gabe
- 2004: The Shield: Świat glin jako detektyw Tavon Garris
- 2006: Skazani za niewinność (In Justice) jako Scott Burrows
- 2007: Pod osłoną nocy (Moonlight) jako porucznik Carl Davis
- 2009: CSI: Kryminalne zagadki Miami jako Kurt Sabin
- 2011: Anatomia prawdy jako Brian Hall
- 2012: Piękna i Bestia jako Joe Bishop
- 2013: Hostages: Zakładnicy jako pułkownik Thomas Blair
- 2014: Hawaii Five-0 jako Jason Hollier
- 2015: W garniturach (Suits) jako Garrett Brady
- 2015: Skandal jako Franklin Russell
- 2015: Kochanki jako Blair
- 2015: Chicago Fire jako Dallas Patterson
- 2016: Colony jako George
- 2017: Ray Donovan jako Jay White
- 2017: Uprowadzona (Taken) jako Julius Vox